# Melanagromyza papuensis
Melanagromyza papuensis är en tvåvingeart som beskrevs av Spencer 1962. Melanagromyza papuensis ingår i släktet Melanagromyza och familjen minerarflugor. Inga underarter finns listade i Catalogue of Life.